# Епархия Арлингтона
Епархия Арлингтона (лат. Dioecesis Arlingtonensis) — епархия Римско-католической церкви с центром в округе Арлингтон, США. Епархия Арлингтона входит в архиепархию Балтимора. Кафедральным собором епархии Арлингтона является Собор Святого Томаса Мора в городе Арлингтон.

## История
28 мая 1974 года Римский папа Павел VI  издал буллу Supernae Christifidelium, которой учредил епархию Арлингтона, выделив её из архиепархии Вашингтона и епархии Ричмонда.

## Ординарии епархии
- епископ Томас Джером Уэльс[англ.] (04.06.1974 — 03.02.1983) — назначен епископом Аллентауна
- епископ Джон Ричард Китинг[англ.] (07.06.1983 — 22.03.1998)
- епископ Пол Стивен Лаверд[англ.] (25.01.1999 — 04.10.2016)
- епископ Майкл Фрэнсис Бербидж[англ.] (с 04.10.2016)

## Источник
- Annuario Pontificio, Libreria Editrice Vaticana, Città del Vaticano, 2003, ISBN 88-209-7422-3
- Bolla Supernae Christifidelium, AAS 66 (1974), стр. 469 (лат.)